# Sewickley Hills
Sewickley Hills es un borough ubicado en el condado de Allegheny en el estado estadounidense de Pensilvania. En el año 2000 tenía una población de 652 habitantes y una densidad poblacional de 100.7 personas por km².

## Geografía
Sewickley Hills se encuentra ubicado en las coordenadas 40°33′38″N 80°7′12″O / 40.56056, -80.12000.

## Demografía
Según la Oficina del Censo en 2000 los ingresos medios por hogar en la localidad eran de $79,466 y los ingresos medios por familia eran $92,102. Los hombres tenían unos ingresos medios de $58,125 frente a los $31,875 para las mujeres. La renta per cápita para la localidad era de $38,681. Alrededor del 3.5% de la población estaba por debajo del umbral de pobreza.